# The Bat!
The Bat! este un program de tip shareware poștă electronică pentru sistemul de operare Microsoft Windows, dezvoltat de Ritlabs, o companie din Chișinău, Republica Moldova.

## Istoric
Beta 1.0, prima versiune publică a fost lansată în martie 1997. Suporta structura pe dosare, filtrarea mesajelor, caracterele internaționale, afișa mesajele de tip HTML fără a avea Internet Explorer instalat. Avea și o calitate specială numită Mail Ticker.
Versiunea 1.00 compilarea 1310, prima versiune stabilă a fost pusă public în martie 1998.
Versiunea 1.32 - a fost introdus un motor nou de design pe 27 aprilie 2000. Versiunile până la 1.31 au folosit motorul THtmlViewer creat de David Baldwin.
Versiunea 2.0 (septembrie 2003) - a fost introdus suportul pentru IMAP, un editor simplu de HTML, au fost adăugate și module precum Anti-Spam, Antivirus și organizator, de asemenea putea importa mesaje din Microsoft Office Outlook și Outlook Express
Versiunea 3.0 (septembrie 2004) - a fost introdusă customizarea interfeței, dosare virtuale, Mail Chat, autentificare biometrică și suportul pentru protocolul MAPI folosit pentru conectarea la servere Microsoft Exchange.
Versiunea 3.95 (decembrie 2006) - a fost introdus suportul pentru IPv6.
Versiunea 4.0 (februarie 2008) - a fost adaugată opțiunea pentru istoricul adreselor de e-mail, dosare favorite și manipularea adreselor de tip URL pentru preluarea imaginilor din conținut HTML. Editorul clientului de e-mail  suporta caracterele Unicode, modulul intern pentru editarea imaginilor suporta rotirea lor, modul mai avansat pentru redimensionare, algoritmi pentru mărire și suportul pentru tot ecranul.
Versiunea 4.1 (decembrie 2008) au fost adăugate șabloanele HTML, suportul pentru proxy SOCKS și un nou un nou tip de structură a bazei de date, ceea ce a dus la manipulare de e-mailuri nelimitate.
Versiunea 4.2 (iunie 2009) a fost adaugată opțiunea de a trimite mesajele cu întârziere pentru a evita expedierea nedorită a mesajelor neterminate.
În versiunea 4.2.36 (aprilie 2010) s-a îmbunătățit viteza de lucru cu fișiere și s-a micșorat încărcarea CPU la primirea corespondenței cu folosirea protocolului POP3.
Versiunea 5.0 (aprilie 2011) – a fost îmbunătățit suportul pentru IMAP, au fost adăugate informații despre dosar în coloana listei scrisorilor, șabloanele HTML, image downloader.
Versiunea 5.1 (aprilie 2012) – au fost adăugate Inbox Analyzer, tag-uri scrisorilor, modul extern de vizualizare HTML și Multi- SMTP.
Versiunes 6.0  (noiembrie 2013) – a fost adăugat suportul IDN și Unicode.
Versiunea 6.1 (decembrie 2013) – a fost adăugat suport pentru protocoale SSL 3.0 și TLS 1.1.
Versiunea 6.2 (ianuarie 2014) – a fost introdus Summary View (vizualizare rezumat).
Versiunea 6.3 (martie 2014) – a fost adăugat suportul integrat pentru abonamente RSS.
Versiunea 7.0 (august 2015) – a fost adăugat suportul  protocolului CardDAV pentru sincronizarea agendelor și suportul protocolului EWS pentru conectare la MS Exchange Server 2007 și versiunile acestuia mai recente.
Versiunea 7.1 (ianuarie 2016) – a fost adăugat suportul oAuth 2.0 pentru serviciile de poștă electronică Gmail și Mail.Ru.
Versiunea 7.2 (iulie 2016) – descărcarea scrisorilor în cutiile poștale POP3 a devenit mai rapidă.
Versiunea 7.3 (septembrie 2016) – a fost adăugat suportul Elliptic Curves și Perfect Forward Secrecy pentru sporirea securității în conexiunile TLS/SSL.

## Poziția pe piață
Pe piața clienților de mail, principalii competitori sunt Eudora, Pegasus Mail și câțiva clienți bazați pe navigatorul de web.

## Antetele false
Un număr de furnizori servicii internet au reclamat că The Bat! este client folosit la trimiterea mesajelor de tip spam. De aceea, numeroși furnizori blochează mesajele ce conțin în antent The Bat! sau, mai exact, în linia care începe cu X-Mailer. Multe mesaje-spam au linia X-Mailer din antet setată The Bat!.
Programe ca SpamAssassin pot detecta mesajele cu linia "X-Mailer: The Bat!" și  verifică în mai multe zone ale mesajului, cum ar fi conținutul HTML, message-id (nr. de serie al mesajului) și charset (setul de caractere).

### Analize
- Analiza clientului The Bat! - IT Reviews (en) Arhivat în 11 iunie 2011, la Wayback Machine.
- Analiza clientului The Bat! - TechByter (en)
- Analiza clientului The Bat! - About.com (en) Arhivat în 16 ianuarie 2011, la Wayback Machine.